# Pomacea canaliculata
Pomacea canaliculata är en snäckart som först beskrevs av Jean-Baptiste Lamarck 1828.  Pomacea canaliculata ingår i släktet Pomacea och familjen äppelsnäckor. IUCN kategoriserar arten globalt som livskraftig. Inga underarter finns listade i Catalogue of Life.

## Bildgalleri

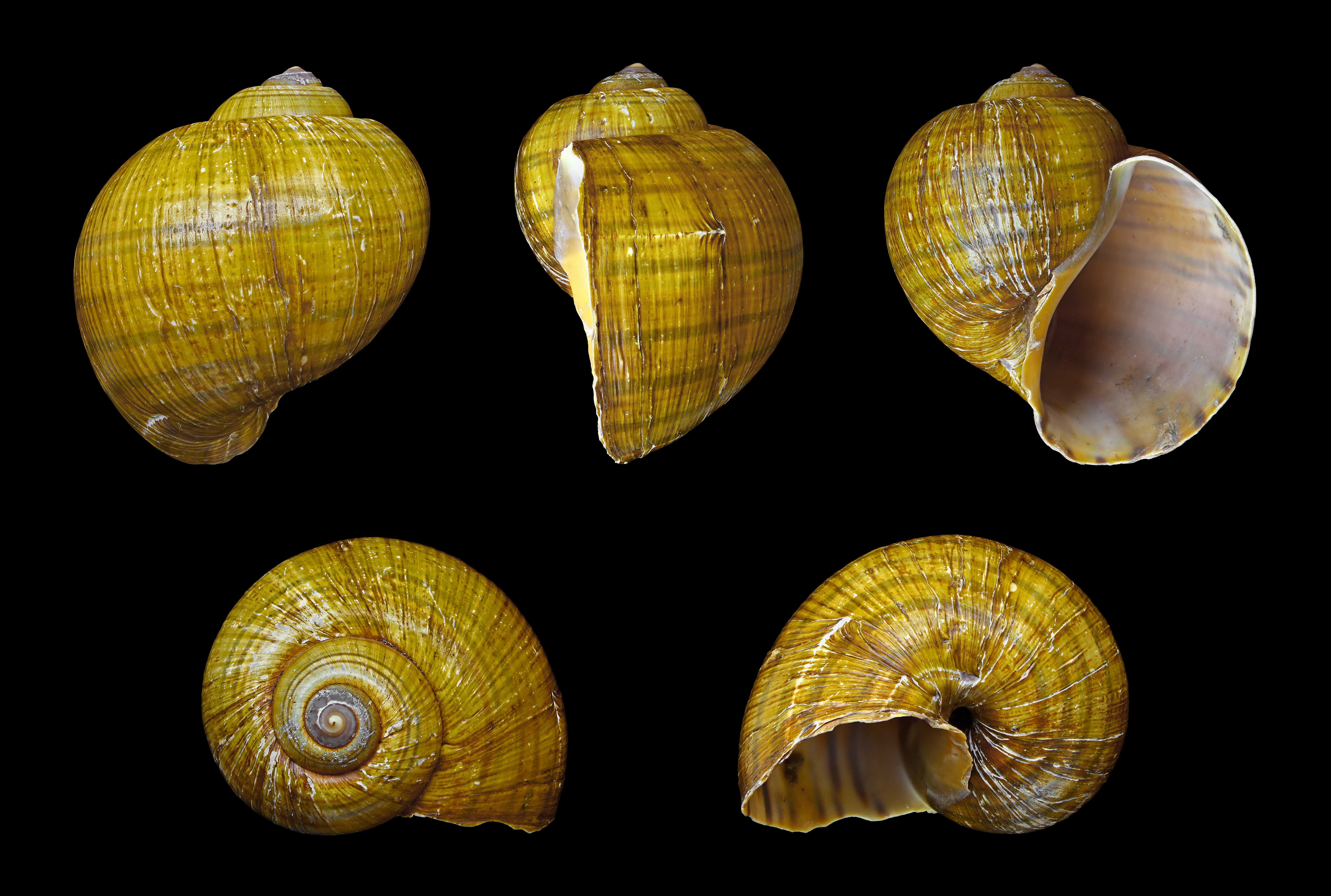
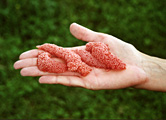
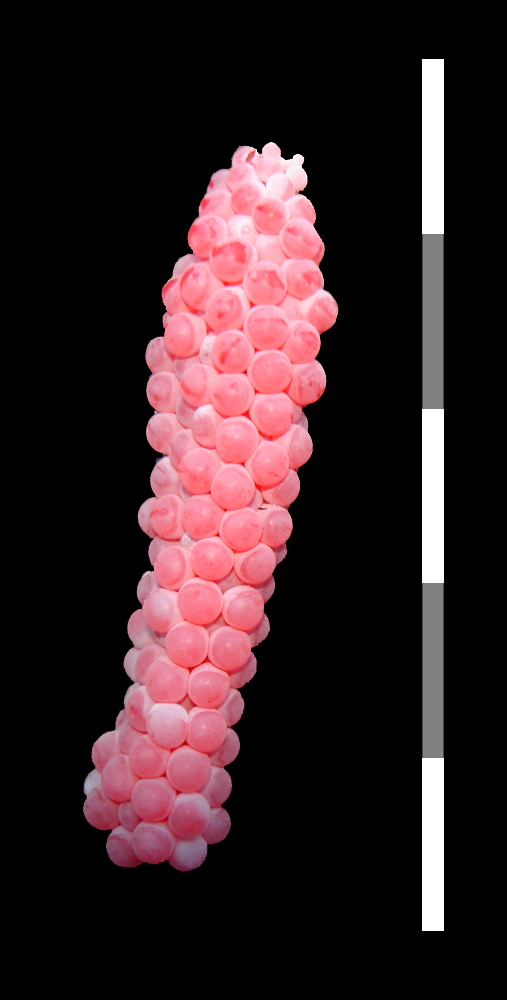
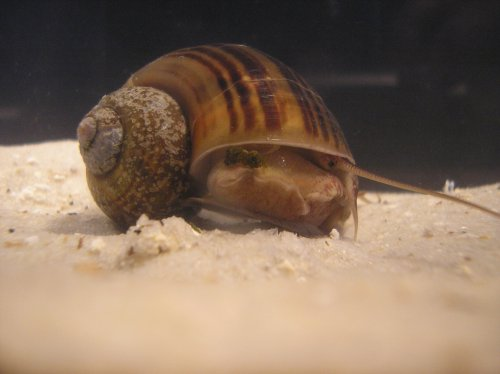
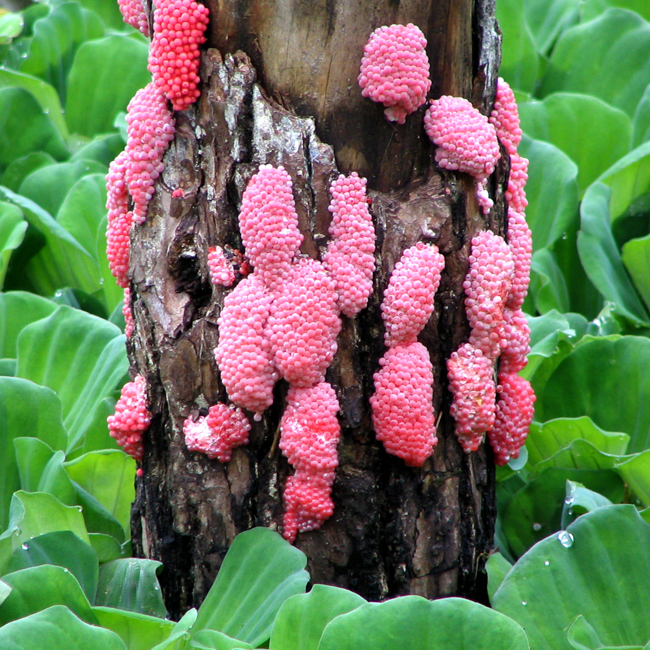